# Atletismo nos Jogos Olímpicos de Verão de 2024 - 200 m feminino

Vídeo Oficial

A competição dos 200 metros feminino do atletismo nos Jogos Olímpicos de Verão de 2024 ocorreu entre 4 e 6 de agosto de 2024 no Stade de France, em Paris.
A medalha de ouro ficou com Gabrielle Thomas (21s83), superando a campeã dos 100 m Julien Alfred (22s08), que ficou com a prata. Brittany Brown (22s20) fechou o pódio, conquistando a medalha de bronze.

## Resumo
A atual campeã olímpica Elaine Thompson-Herah não conseguiu defender seus títulos olímpicos de 2016 e 2020, pois uma lesão no tendão de Aquiles a forçou a se retirar das seletivas olímpicas da Jamaica, não permitindo que ela se classificasse para esses jogos. Christine Mboma — medalhista de prata em Tóquio — com um nível elevado de testosterona previamente observado, não pode competir desde 2022. A bicampeã mundial Shericka Jackson se machucou algumas semanas antes das Olimpíadas e não pôde participar da competição. Marie Josée Ta Lou-Smith, quarta colocada nas Olimpíadas do Rio de Janeiro, se machucou durante a competição dos 100 m e não competiu os 200 m. A medalhista de bronze do Campeonato Mundial de 2023, Sha'Carri Richardson, ficou em 4º lugar nos 200 m das seletivas americanas e não se classificou.
Participaram desse evento, Gabrielle Thomas, medalhista de bronze em Tóquio e medalhista de prata no mundial de 2023, assim como todo o pódio mundial de 2019, incluindo Dina Asher-Smith (também medalhista de bronze em 2022), Brittany Brown e Mujinga Kambundji. Outros nomes fortes eram Daryll Neita, vice-campeã europeia de 2024, e a campeã dos 100 m Julien Alfred.
A primeira semifinal foi vencida por Julien Alfred, que fez o segundo melhor tempo dessa fase com 21s98, logo à frente de Favour Ofili, que terminou com 22s02. Na semifinal seguinte, Thomas obteve o tempo mais rápido nas semifinais, correndo para 21s86, com Dina Asher-Smith se classificando em segundo lugar nessa bateria. A outra semifinal foi vencida por Brittany Brown, com um tempo de 22s12, seguida por Daryll Neita. As classificadas por tempo foram McKenzie Long (22s30) e Jessika Gbai (22s36).
Na final, Julien Alfred teve uma ligeira vantagem no início, mas Gabrielle Thomas compensou a diferença nos primeiros 50 m. Quando terminaram a curva, Thomas estava na liderança, e uma fileira de competidoras atrás dela. Asher-Smith tinha uma ligeira vantagem sobre Brown e Alfred. Na reta final, Gabrielle Thomas abriu vantagem e garantiu o ouro. Atrás dela, Julien Alfred conseguiu abrir uma pequena distância do restante das atletas, terminando com a prata. Nos 30 m finais, Brittany Brown conseguiu ultrapassar Dina Asher-Smith e levou o bronze por dois centésimos.

## Histórico
Essa foi a vigésima vez que os 200 metros feminino foram disputados nos Jogos Olímpicos de Verão. Essa prova está presente no programa de atletismo olímpico desde 1948.
| Tipo                | Atleta                         | Tempo (s) | Local                  | Data                   |
| ------------------- | ------------------------------ | --------- | ---------------------- | ---------------------- |
| Recorde mundial     | Florence Griffith-Joyner (USA) | 21,34     | Seul, Coreia do Sul    | 29 de setembro de 1988 |
| Recorde olímpico    | Florence Griffith-Joyner (USA) | 21,34     | Seul, Coreia do Sul    | 29 de setembro de 1988 |
| Melhor marca do ano | Gabrielle Thomas (USA)         | 21,78     | Eugene, Estados Unidos | 22 de junho de 2024    |

| Área                               | Atleta                         | Tempo (s) |
| ---------------------------------- | ------------------------------ | --------- |
| África                             | Christine Mboma (NAM)          | 21,78     |
| Ásia                               | Li Xuemei (CHN)                | 22,01     |
| Europa                             | Dafne Schippers (NED)          | 21,63     |
| América do Norte, Central e Caribe | Florence Griffith-Joyner (USA) | 21,34     |
| Oceania                            | Melinda Gainsford (AUS)        | 22,23     |
| América do Sul                     | Vitória Cristina Rosa (BRA)    | 22,47     |

## Qualificação
Para o evento feminino dos 200 metros, o período de qualificação foi entre 1 de julho de 2023 e 30 de junho de 2024. Até 48 atletas poderiam se classificar para este evento, com um máximo de três atletas por país, sendo possível se classificar ao atingir o índice olímpico de 22s57 ou pelo Ranking Mundial de Atletismo. No final, 47 atletas garantiram vaga para esta competição.

## Resultados

### Primeira rodada
As baterias da primeira rodada foram realizadas em 4 de agosto, começando às 10:55 (UTC+2).

#### Bateria 1
| Pos.   | Raia   | Atleta                   | CON                 | Tempo           | Notas                |
| ------ | ------ | ------------------------ | ------------------- | --------------- | -------------------- |
| 1      | 4      | Julien Alfred            | LCA Santa Lúcia     | 22,41           | Q                    |
| 2      | 5      | Gémima Joseph            | FRA França          | 22,72           | Q                    |
| 3      | 6      | Julia Henriksson         | SWE Suécia          | 22,79           | Q,                   |
| 4      | 9      | Torrie Lewis             | AUS Austrália       | 22,89           | Recorde pessoal      |
| 5      | 7      | Lorène Dorcas Bazolo     | POR Portugal        | 23,10           | Recorde da temporada |
| 6      | 2      | Léonie Pointet           | SUI Suíça           | 23,42           |                      |
| 7      | 3      | Olga Safronova           | KAZ Cazaquistão     | 23,58           |                      |
| —      | 8      | Marie-Josée Ta Lou-Smith | CIV Costa do Marfim | DNS             |                      |
| Fonte: | Fonte: | Fonte:                   | Fonte:              | Vento: +1,4 m/s | Vento: +1,4 m/s      |

#### Bateria 2
| Pos.   | Raia   | Atleta               | CON                | Tempo          | Notas           |
| ------ | ------ | -------------------- | ------------------ | -------------- | --------------- |
| 1      | 5      | Gabrielle Thomas     | USA Estados Unidos | 22,20          | Q               |
| 2      | 6      | Niesha Burgher       | JAM Jamaica        | 22,54          | Q               |
| 3      | 3      | Mujinga Kambundji    | SUI Suíça          | 22,75          | Q               |
| 4      | 8      | Jacqueline Madogo    | CAN Canadá         | 22,78          | Recorde pessoal |
| 5      | 4      | Anahí Suárez         | ECU Equador        | 23,33          |                 |
| 6      | 7      | Dalia Kaddari        | ITA Itália         | 23,49          |                 |
| 7      | 2      | Cecilia Tamayo-Garza | MEX México         | 23,65          |                 |
| Fonte: | Fonte: | Fonte:               | Fonte:             | Vento: 0,0 m/s | Vento: 0,0 m/s  |

#### Bateria 3
| Pos.   | Raia   | Atleta           | CON               | Tempo          | Notas          |
| ------ | ------ | ---------------- | ----------------- | -------------- | -------------- |
| 1      | 5      | Daryll Neita     | GBR Grã-Bretanha  | 22,39          | Q              |
| 2      | 9      | Tasa Jiya        | NED Países Baixos | 22,74          | Q              |
| 3      | 3      | Helene Parisot   | FRA França        | 22,99          | Q              |
| 4      | 7      | Nicole Caicedo   | ECU Equador       | 23,18          |                |
| 5      | 2      | Nora Lindahl     | SWE Suécia        | 23,33          |                |
| 6      | 6      | Martyna Kotwiła  | POL Polônia       | 23,43          |                |
| 7      | 8      | Anna Bongiorni   | ITA Itália        | 23,49          |                |
| —      | 4      | Shericka Jackson | JAM Jamaica       | DNS            |                |
| Fonte: | Fonte: | Fonte:           | Fonte:            | Vento: 0,0 m/s | Vento: 0,0 m/s |

#### Bateria 4
| Pos.   | Raia   | Atleta                  | CON                 | Tempo          | Notas          |
| ------ | ------ | ----------------------- | ------------------- | -------------- | -------------- |
| 1      | 9      | McKenzie Long           | USA Estados Unidos  | 22,55          | Q              |
| 2      | 7      | Jessika Gbai            | CIV Costa do Marfim | 22,61          | Q              |
| 3      | 3      | Audrey Leduc            | CAN Canadá          | 22,88          | Q              |
| 4      | 2      | Jaël Bestué             | ESP Espanha         | 23,17          |                |
| 5      | 6      | Krystsina Tsimanouskaya | POL Polônia         | 23,30          |                |
| 6      | 5      | Mia Gross               | AUS Austrália       | 23,36          |                |
| 7      | 4      | Aimara Nazareno         | ECU Equador         | 23,52          |                |
| 8      | 8      | Lorraine Martins        | BRA Brasil          | 23,68          | —              |
| Fonte: | Fonte: | Fonte:                  | Fonte:              | Vento: 0,0 m/s | Vento: 0,0 m/s |

#### Bateria 5
| Pos.   | Raia   | Atleta                  | CON                | Tempo           | Notas           |
| ------ | ------ | ----------------------- | ------------------ | --------------- | --------------- |
| 1      | 7      | Brittany Brown          | USA Estados Unidos | 22,38           | Q               |
| 2      | 2      | Lanae-Tava Thomas       | JAM Jamaica        | 22,70           | Q               |
| 3      | 3      | Bianca Williams         | GBR Grã-Bretanha   | 22,77           | Q               |
| 4      | 8      | Polyniki Emmanouilidou  | GRE Grécia         | 23,06           |                 |
| 5      | 5      | Olivia Fotopoulou       | CYP Chipre         | 23,07           |                 |
| 6      | 4      | Boglárka Takács         | HUN Hungria        | 23,16           |                 |
| 7      | 9      | Imke Vervaet            | BEL Bélgica        | 23,20           |                 |
| 8      | 6      | Veronica Shanti Pereira | SGP Singapura      | 23,21           |                 |
| Fonte: | Fonte: | Fonte:                  | Fonte:             | Vento: +0,2 m/s | Vento: +0,2 m/s |

#### Bateria 6
| Pos.   | Raia   | Atleta                   | CON                          | Tempo           | Notas                |
| ------ | ------ | ------------------------ | ---------------------------- | --------------- | -------------------- |
| 1      | 2      | Favour Ofili             | NGR Nigéria                  | 22,24           | Q,                   |
| 2      | 8      | Dina Asher-Smith         | GBR Grã-Bretanha             | 22,28           | Q                    |
| 3      | 7      | Gina Mariam Bass-Bittaye | GAM Gâmbia                   | 22.84           | Q,                   |
| 4      | 3      | Maboundou Koné           | CIV Costa do Marfim          | 22,87           | Recorde da temporada |
| 5      | 5      | Adaejah Hodge            | IVB Ilhas Virgens Britânicas | 23,00           |                      |
| 6      | 4      | Ida Karstoft             | DEN Dinamarca                | 23,01           |                      |
| 7      | 9      | Li Yuting                | CHN China                    | 23,31           |                      |
| 8      | 6      | Ana Azevedo              | BRA Brasil                   | 23,37           |                      |
| Fonte: | Fonte: | Fonte:                   | Fonte:                       | Vento: +0,5 m/s | Vento: +0,5 m/s      |

### Repescagem
As rodadas de repescagem foram realizadas em 5 de agosto, começando às 12h50 (UTC+2).

#### Bateria 1
| Pos.   | Raia   | Atleta                  | CON                          | Tempo           | Notas                |
| ------ | ------ | ----------------------- | ---------------------------- | --------------- | -------------------- |
| 1      | 8      | Jacqueline Madogo       | CAN Canadá                   | 22,58           | Q,                   |
| 2      | 7      | Adaejah Hodge           | IVB Ilhas Virgens Britânicas | 22.94           | q                    |
| 3      | 6      | Polyniki Emmanouilidou  | GRE Grécia                   | 22,99           | q                    |
| 4      | 4      | Lorène Dorcas Bazolo    | POR Portugal                 | 23,08           | Recorde da temporada |
| 5      | 5      | Aimara Nazareno         | ECU Equador                  | 23,35           |                      |
| 6      | 2      | Ana Azevedo             | BRA Brasil                   | 23,44           |                      |
| 7      | 3      | Veronica Shanti Pereira | SGP Singapura                | 23,45           |                      |
| Fonte: | Fonte: | Fonte:                  | Fonte:                       | Vento: +0,6 m/s | Vento: +0,6 m/s      |

#### Bateria 2
| Pos.   | Raia   | Atleta           | CON                 | Tempo           | Notas           |
| ------ | ------ | ---------------- | ------------------- | --------------- | --------------- |
| 1      | 4      | Maboundou Koné   | CIV Costa do Marfim | 22,89           | Q               |
| 2      | 8      | Boglárka Takács  | HUN Hungria         | 23.05           |                 |
| 3      | 3      | Li Yuting        | CHN China           | 23,24           |                 |
| 4      | 5      | Martyna Kotwiła  | POL Polônia         | 23,50           |                 |
| 5      | 7      | Anahí Suárez     | ECU Equador         | 23,54           |                 |
| 6      | 6      | Lorraine Martins | BRA Brasil          | 23,82           |                 |
| —      | 3      | Dalia Kaddari    | ITA Itália          | DNS             |                 |
| Fonte: | Fonte: | Fonte:           | Fonte:              | Vento: +0,6 m/s | Vento: +0,6 m/s |

#### Bateria 3
| Pos.   | Raia   | Atleta                  | CON           | Tempo           | Notas           |
| ------ | ------ | ----------------------- | ------------- | --------------- | --------------- |
| 1      | 8      | Olivia Fotopoulou       | CYP Chipre    | 22,92           | Q, =            |
| 2      | 5      | Krystsina Tsimanouskaya | POL Polônia   | 23,01           |                 |
| 3      | 7      | Nicole Caicedo          | ECU Equador   | 23,04           |                 |
| 4      | 4      | Mia Gross               | AUS Austrália | 23,34           |                 |
| 5      | 6      | Cecilia Tamayo-Garza    | MEX México    | 23,49           |                 |
| —      | 2      | Anna Bongiorni          | ITA Itália    | DNS             |                 |
| —      | 3      | Ida Karstoft            | DEN Dinamarca | DNS             |                 |
| Fonte: | Fonte: | Fonte:                  | Fonte:        | Vento: -0,4 m/s | Vento: -0,4 m/s |

#### Bateria 4
| Pos.   | Raia   | Atleta         | CON             | Tempo           | Notas           |
| ------ | ------ | -------------- | --------------- | --------------- | --------------- |
| 1      | 2      | Torrie Lewis   | AUS Austrália   | 23,08           | Q               |
| 2      | 3      | Jaël Bestué    | ESP Espanha     | 23,22           |                 |
| 3      | 7      | Imke Vervaet   | BEL Bélgica     | 23,33           |                 |
| 4      | 6      | Léonie Pointet | SUI Suíça       | 23,37           |                 |
| 5      | 4      | Nora Lindahl   | SWE Suécia      | 23,51           |                 |
| 6      | 5      | Olga Safronova | KAZ Cazaquistão | 23,70           |                 |
| Fonte: | Fonte: | Fonte:         | Fonte:          | Vento: -0,9 m/s | Vento: -0,9 m/s |

### Semifinais
As semifinais foram realizadas em 5 de agosto, começando às 20h45 (UTC+2).

#### Bateria 1
| Pos.   | Raia   | Atleta          | CON                          | Tempo          | Notas                |
| ------ | ------ | --------------- | ---------------------------- | -------------- | -------------------- |
| 1      | 7      | Julien Alfred   | LCA Santa Lúcia              | 21,98          | Q                    |
| 2      | 6      | Favour Ofili    | NGR Nigéria                  | 22,05          | Q,                   |
| 3      | 8      | McKenzie Long   | USA Estados Unidos           | 22,30          | q                    |
| 4      | 9      | Bianca Williams | GBR Grã-Bretanha             | 22,58          | Recorde da temporada |
| 5      | 3      | Maboundou Koné  | CIV Costa do Marfim          | 22,65          | Recorde da temporada |
| 6      | 5      | Audrey Leduc    | CAN Canadá                   | 22,68          |                      |
| 7      | 4      | Gémima Joseph   | FRA França                   | 22,69          |                      |
| 8      | 2      | Adaejah Hodge   | IVB Ilhas Virgens Britânicas | 22,70          |                      |
| Fonte: | Fonte: | Fonte:          | Fonte:                       | Vento: 0,0 m/s | Vento: 0,0 m/s       |

#### Bateria 2
| Pos.   | Raia   | Atleta                 | CON                | Tempo           | Notas           |
| ------ | ------ | ---------------------- | ------------------ | --------------- | --------------- |
| 1      | 8      | Gabrielle Thomas       | USA Estados Unidos | 21,86           | Q               |
| 2      | 7      | Dina Asher-Smith       | GBR Grã-Bretanha   | 22,31           | Q               |
| 3      | 5      | Helene Parisot         | FRA França         | 22,55           | Recorde pessoal |
| 4      | 4      | Mujinga Kambundji      | SUI Suíça          | 22,63           |                 |
| 5      | 6      | Niesha Burgher         | JAM Jamaica        | 22,64           |                 |
| 6      | 9      | Tasa Jiya              | NED Países Baixos  | 22,81 (0,801)   |                 |
| 7      | 3      | Jacqueline Madogo      | CAN Canadá         | 22,81 (0,807)   |                 |
| 8      | 2      | Polyniki Emmanouilidou | GRE Grécia         | 23,18           |                 |
| Fonte: | Fonte: | Fonte:                 | Fonte:             | Vento: +0,2 m/s | Vento: +0,2 m/s |

#### Bateria 3
| Pos.   | Raia   | Atleta                   | CON                 | Tempo           | Notas                |
| ------ | ------ | ------------------------ | ------------------- | --------------- | -------------------- |
| 1      | 7      | Brittany Brown           | USA Estados Unidos  | 22,12           | Q                    |
| 2      | 6      | Daryll Neita             | GBR Grã-Bretanha    | 22,24           | Q                    |
| 3      | 8      | Jessika Gbai             | CIV Costa do Marfim | 22,36           | q,                   |
| 4      | 5      | Gina Mariam Bass-Bittaye | GAM Gâmbia          | 22,66           | Recorde da temporada |
| 5      | 9      | Lanae-Tava Thomas        | JAM Jamaica         | 22,77           |                      |
| 6      | 4      | Julia Henriksson         | SWE Suécia          | 22,88           |                      |
| 7      | 3      | Torrie Lewis             | AUS Austrália       | 22,92           |                      |
| 8      | 2      | Olivia Fotopoulou        | CYP Chipre          | 22,98           |                      |
| Fonte: | Fonte: | Fonte:                   | Fonte:              | Vento: +0,1 m/s | Vento: +0,1 m/s      |

### Final
A final foi realizada em 6 de agosto, começando às 21h40 (UTC+2).
| Pos.   | Raia   | Atleta           | CON                 | Tempo           | Notas           |
| ------ | ------ | ---------------- | ------------------- | --------------- | --------------- |
| 1      | 7      | Gabrielle Thomas | USA Estados Unidos  | 21,83           |                 |
| 2      | 8      | Julien Alfred    | LCA Santa Lúcia     | 22,08           |                 |
| 3      | 6      | Brittany Brown   | USA Estados Unidos  | 22,20           |                 |
| 4      | 4      | Dina Asher-Smith | GBR Grã-Bretanha    | 22,22           |                 |
| 5      | 5      | Daryll Neita     | GBR Grã-Bretanha    | 22,23           |                 |
| 6      | 9      | Favour Ofili     | NGR Nigéria         | 22,24           |                 |
| 7      | 2      | McKenzie Long    | USA Estados Unidos  | 22,42           |                 |
| 8      | 3      | Jessika Gbai     | CIV Costa do Marfim | 22,70           |                 |
| Fonte: | Fonte: | Fonte:           | Fonte:              | Vento: -0,6 m/s | Vento: -0,6 m/s |

Legenda
| Recorde mundial      | Recorde mundial (World record)               |                       | Recorde africano                      | Recorde africano (African) |                                           | Q | Classificado por posição (Qualified) |
| Recorde olímpico     | Recorde olímpico (Olympic record)            | Recorde da América    | Recorde da América (Americas)         | q                          | Classificado por melhor tempo (Qualified) |   |                                      |
| Melhor marca do ano  | Melhor marca do ano (World leading)          | Recorde asiático      | Recorde asiático (Asian)              | DNS                        | Não largou (Did not start)                |   |                                      |
| Recorde nacional     | Recorde nacional (National record)           | Recorde europeu       | Recorde europeu (European)            | DNF                        | Não terminou (Did not finish)             |   |                                      |
| Recorde pessoal      | Recorde pessoal do atleta (Personal best)    | Recorde da Oceania    | Recorde da Oceania (Oceania)          | DSQ / DQ                   | Desclassificado (Disqualified)            |   |                                      |
| Recorde da temporada | Recorde da temporada do atleta (Season best) | Recorde sul-americano | Recorde sul-americano (South America) | NM                         | Sem marca (No mark)                       |   |                                      |